# Orkiestra 56 Pułku Piechoty
Orkiestra 56 Pułku Piechoty Wielkopolskiej – orkiestra 56 Pułku Piechoty Wielkopolskiej w garnizonie Krotoszyn, w latach 1919–1939.
Orkiestra 56 Pułku Piechoty Wielkopolskiej miała znaczący wkład w rozwój kultury muzycznej, nie tylko pułku, ale i miasta, gdzie jednostka stacjonowała.
Zorganizowana została w Grodzisku Wielkopolskim pod komendą Ochli, na mocy rozkazu Dowództwa Głównego SZP w byłym zaborze pruskim 24 marca 1919. Kolejnymi kapelmistrzami byli: por. kplm. Stefan Wastak (1921-1927), por. kplm. Władysław Sadowski (1927-1937) i ppor. kplm. Hipolit Wołoszanowski (1937-1939).
Orkiestra pułku należała do wyróżniających się, szczególnie od przyjęcia kierownictwa przez kapelmistrza por. Wł. Sadowskiego. Dowodem osiągniętego poziomu przez orkiestrę były wysokie miejsca zdobyte w konkursach organizowanych przez Dowództwo Okręgu Korpusu nr VII w Poznaniu, a także wyjazdy, będące nagrodą dla wyróżniających się zespołów, do Buska Zdroju 1934 i Iwonicza Zdroju 1935 oraz koncert przed mikrofonami Polskiego Radia w Poznaniu 5 czerwca 1936.